# めいわく星人パニックメーカー
『めいわく星人パニックメーカー』（めいわくせいじんパニックメーカー、海外：Under the Skin）は2004年8月5日にカプコンが開発、発売したPlayStation 2用のアクションゲーム。

## 概要
一流のイタズラ師を目指すめいわく星人のコズミであったがイタズラ師になるための試験をことごとく落第していた。最後に残された試験は最も過酷で最も危険な地球での試験だけだった。
コズミ達が住むめいわく星には3歳になったら他の星でイタズラ修行をしなければならない決まりがある。
バリエーション豊かなイタズラアイテムを使って得られるコインを集め、各ステージに登場するキャラクターと競い、協力しながらクリア条件を目指す3人称視点のアクションゲーム。
キャプチャーガンと呼ばれる銃で人間たちをキャプチャーして変装し、彼らの持っていたアイテムを使ってステージを往来する人間たちにイタズラをしていく。
人間たちはイタズラをされたり、めいわく星人を発見しただけでも怒って追い掛けてくるので、うまく逃げ回りながらバリエーション豊かなイタズラアイテムを使って様々なイタズラをかまし、ライバル達と競い合いながらコインを集めてステージをクリアしていく。
ステージごとの専用アイテムやパニックタイムと呼ばれるステージ環境の変化が用意されている。クリア済みのステージや勝利済みのキャラクターを選んでの2P対戦も可能。

## 登場キャラクター

### 宇宙人
コズミ
声 - 大谷育江
宇宙一のイタズラ師を目指すお調子者のめいわく星人。父親は宇宙最強のイタズラ師。
一人前のイタズラ師になるために様々な星で修行をしていたがその全てで落ちこぼれてしまっていた。そのため最も難しい地球での試験で一発逆転を狙う。
アクジョ
思い込みの激しいめいわく星人の女の子。コズミを好いている。コズミの試験の邪魔をしに地球までやってくる。
ダンガン
とてもクールなめいわく星人。地球の試験に受かれば大金が手に入ると知り試験を受けに来る。
ダイオウ
めいわく星人達に感化された元は悪者の宇宙人。今は善人となり試験の手助けをしてくれる。唯一めいわく星人ではない。
クリオ姉
声 - 井上喜久子
趣味が資格集めのお姉さん。26歳。自らの資格コレクションを充実させるため今回の試験にチャレンジ。歌のお姉さんでもある。
バンザイ
直情的な性格のめいわく星人。大きな困難を克服するのが大好きなため最も難しい地球の試験を選んだ。
マネトロン
超ケチなめいわく星人。趣味は貯金と脱税。ケチった材料費で作ったイタズラロボットを高値で売りつけようとしている。
だが腕はピカイチで3歳でロボット工学を極めている天才。
マジナイ
神経質で根暗なめいわく星人。前試験ではその性格が邪魔をしてか失格となってしまっている。今回はそんなことがないよう誓いを立てて試験に挑戦。
オヤジ
宇宙最強の現役イタズラ師でコズミの父親（オヤジ）。頑固ではあるが愛妻家(コズミの母親)。
超老
声 - 樫井笙人
超老塾の塾長で試験のお目付け役。足まである立派な眉毛を生やしているがしゃべるのは主に左手の人形。

### 地球人
アニー･キャンベル
声 - 井上喜久子
ゲーム内に登場するTV局COCO:TVの報道部に所属する女子アナウンサー。趣味はプロレス以外の格闘技観戦。寿退社が夢。
ジル・バレンタイン
声 - 井上喜久子
バイオハザード3からのゲスト出演。特定のステージで登場し普通の人間たちと同じようにキャプチャーすることができる。
カルロス・オリヴェイラ
声 - 樫井笙人
同じくバイオハザード3からのゲスト出演。ジル同様特定のステージで登場し普通の人間たちと同じようにキャプチャーすることができる。
"追跡者" ネメシス-T型
同じくゲスト出演。操作はできないがステージに登場しめいわく星人たちに立ちはだかる。

## ステージ
ココタウン
始まりのステージ。ココタウンの住民が往来している。登場キャラクターはアクジョ。
パニックタイム「ラッシュアワー」では、普段道路をゆっくりと走っているだけの車が暴走をはじめる。
ウェスタンランド
銃を持ったガンマン、町娘、暴れ馬が往来している砂漠の町。ココタウンのテーマパーク。登場キャラクターはダンガン。
パニックタイム「砂嵐」が発生すると遠くの視界が奪われて暴れ馬があちこちを暴れまわる。
カジノランド
普通の人間たちに紛れて、試験に敗れたダメ宇宙人たちが人間の姿をして往来しているカジノ。登場キャラクターはマネトロン。
ダメ宇宙人らはコズミのコインを盗んだり横取りしたりと邪魔ばかりしてくる。
パニックタイム「フィーバータイム」ではイタズラを当てると大量のコインを落とすUFO型ケースがステージを高速で動き回る。
パイレーツランド
海賊船の止まった港。海賊、衛兵、住民が往来している。登場キャラクターはクリオ姉。
普通の人間に変身して海賊船に入ろうとすると海賊たちは怒って追いかけてくる。海賊に変身して港へ入ろうとすると住民は逃げて衛兵が追いかけてくる。
パニックタイム「パイレーツタイム」では海賊船から港へ向けた一斉砲撃が始まる。海賊に変身していると狙われない。
バイオランド
ウィルスに汚染された街の一角。ゾンビ、U.B.C.S.、"追跡者"ネメシスが往来している。登場キャラクターはダイオウ。
ジルとカルロスもこのステージに登場する。
このステージでのクリア条件は他とは違い、コインを集めるのではなくネメシスに攻撃してその所持コインをなくすことが条件となっている。
パニックタイム「バイオハザード」では持っているはてなアイテムが全てウィルスに変化する。
ホラーランド
お化けと死神が往来している墓場。登場キャラクターはマジナイ。
死神はイタズラアイテムでは攻撃できず、各所に設置された円陣でないと倒すことができない上に牧師に変身しないといけない。
パニックタイム「ホラータイム」では普段は墓石の前にしかうろつかない死神が場所を選ばす動くようになる。
トゥームランド
坂上部3箇所から岩玉が転がり落ちる遺跡。子供、原住民、戦闘民族が往来している。
パニックタイム「ゴールドラッシュ」では岩玉の転がり落ちるスピードが通常よりも高速になる。黄金の岩玉も登場し、イタズラアイテムの「ボウリング」を使って当てるとコインが出る。
スペースランド
全ステージをクリアすると解放される宇宙ステーション。宇宙人を捕まえるために宇宙人に偽装している特殊戦隊たちが往来している。登場キャラクターは超老。
UFO型ロボットはプレイヤーに近づくとロボットに変形して襲ってくる。イタズラアイテムの「レーザーガン」を使うと倒せる。
パニックタイム「メテオシャワー」では警報が発令されて時間が経つと人々はダメージを喰らう。なお、宇宙服姿の人間に変身しているとダメージを喰らわない。

## 映像特典
スペシャルムービーとして以下の映像特典が収録された。
- Killer7
- ビューティフルジョー
- ビューティフルジョー 2
- Devil May Cry 3
- BIOHAZARD OUTBREAK FILE 2
- 桐村萌絵メイキング
- 工藤亜耶メイキング
- 映画「バイオハザードII アポカリプス」

## 備考
発売に先駆けてアイドルユニット「パニックガールズ」（桐村萌絵、工藤亜耶）が結成された。またゲストキャラクターとしてゲーム内にも登場している。
オープニングテーマの作曲は、浅倉大介が担当している。